# لانچیا دلتا-۲۰/۳۰اچ‌پی
لانچیا دلتا-۲۰/۳۰اچ‌پی (Lancia Delta-۲۰/۳۰HP) خودرویی است که در سال ۱۹۱۱ به تعداد ۳۰۳ عدد توسط شرکت لانچیا تولید شده‌است. وزن آن در حالت طبیعی ۹۰۰ کیلوگرم (۲٬۰۰۰ پوند) است.
موتور آن ۴۰۸۴ سی‌سی است که قادر به تولید ٦٠ اسب بخار قدرت بوده و میتواند این خودرو را به نهایت سرعت ١١٥ کیلومتر بر ساعت برساند.